# Avagina incola
Avagina incola är en plattmaskart som beskrevs av Leiper 1902. Enligt Catalogue of Life ingår Avagina incola i släktet Avagina och familjen Isodiametridae, men enligt Dyntaxa är tillhörigheten istället släktet Avagina och familjen Convolutidae. Arten är reproducerande i Sverige. Inga underarter finns listade i Catalogue of Life.